# 夜久野町
夜久野町（やくのちょう）は、かつて京都府の西北部に置かれていた町である。天田郡に属した。2006年1月1日、福知山市に編入され、夜久野町域は「福知山市夜久野町」となった。

## 位置
京都府の西北部に位置し、東は福知山市、西は兵庫県朝来市和田山町・山東町、南は兵庫県丹波市青垣町、北は兵庫県豊岡市但東町に接していた。JR山陰本線と国道9号線が東西に延びる。町の東部を子午線（東経135度線）が通り、「時の町」と称していた。

## 地理
- 山: 居母山 (730.6m)、鉄鋸山 (718.2m)、田倉山（350m：京都府唯一の火山）、竜ヶ城 (645.6m)
- 河川:板生川、 直見川、畑川、牧川
- 板生川は字板生から字平野に至る川で、源流は田谷の但東町境にある。直見川は字直見から字平野に至る川で、源流は才谷の但東町境にある。この二つの川が合流して牧川となる。この牧川は中夜久野地区で末川、下夜久野地区字井田で畑川（源流は豊岡市境の字畑・今里）、千原川と合流し、福知山市牧で由良川に合流する。

## 歴史
少なくとも奈良時代末期から平安時代初期より夜久郷として郷が確立していた。これは現在の夜久野町全域と重なっていた推定されている。やがて江戸時代末期・明治初期から夜久野郷と呼ばれるようになった。
江戸時代から明治期にかけて、西日本を代表する漆の一大生産地であった。ひと頃は漆自体のことや漆工で用いる刃物のことを「丹波」と呼んだが、この夜久野町が丹波地方に属していたことによる。詳しくは夜久野町における丹波漆と漆搔きを参照。
夜久野町の金尾集落には藤原、湯口、皆谷などの姓があり、金屋子神信仰の名残が見られる。

## 沿革
- 1871年（明治4年） - 廃藩置県により福知山県となり、同年天田郡は豊岡県に編入される。
- 1876年（明治9年） - 豊岡県が廃止され、夜久野は京都府となる。
- 1889年（明治22年）4月1日 - 町村制が施行され、上夜久野村（旧板生・直見・平野村）、中夜久野村（旧末・日置・高内・小倉・大油子村）、下夜久野村（旧畑・今西中・千原・井田・額田村）が誕生する。
- 1911年（明治44年）10月25日 - 国有鉄道播但線の支線（翌1912年に山陰本線に編入）として和田山駅〜福知山駅の鉄道開通。夜久野町域には下夜久野駅、上夜久野駅ができる。
- 1918年（大正7年） - スペインかぜの大流行により夜久野でも多数の死者が出る[要出典]。
- 1944年（昭和19年） - 都市から小学生の集団疎開が始まる。
- 1956年（昭和31年）10月 - 下夜久野村と中夜久野村が合併して夜久野町が誕生。
- 1958年（昭和33年）11月11日 - 夜久野町の大油子・小倉地区が上夜久野村に編入
- 1959年（昭和34年）1月1日 - 上夜久野村と旧夜久野町が合併し、改めて夜久野町が誕生（人口9,132人、1,870世帯）。
- 1959年（昭和34年）9月 - 伊勢湾台風が来襲し、大きな被害に遭う。
- 1961年（昭和36年） - 第2室戸台風が来襲し、大きな被害に遭う。
- 1983年（昭和58年） - 町制施行25周年記念式典開催。
- 1988年（昭和63年） - 町制施行30周年記念式典開催。
- 1993年（平成5年） - 町制施行35周年記念式典開催、宝陵・竜城中学校を統合し夜久野中学校となる。
- 1996年（平成8年） - 夜久野高原で温泉掘削開始。
- 1998年（平成10年） - 町制施行40周年記念式典開催。
- 1999年（平成11年） - 「農匠の郷やくの」がオープン。
- 2003年（平成15年） - 福知山市・三和町・夜久野町・大江町の1市3町法定合併協議会を設置。
- 2005年（平成17年） - 福知山市・三和町・夜久野町・大江町の1市3町合併協定に調印。
- 2006年（平成18年）1月1日 - 大江町、三和町、福知山市と合併（福知山市への編入）、同日夜久野町廃止。当初は2005年3月の予定であったが、大江町、福知山市を中心とした台風23号の被害（2004年10月：当町も過去50年間で最大の被害）により、大幅に遅れる。合併協議会長（当時・福知山市長）の病気辞職（後に死去）による選挙も遅れの原因とされる。特筆すべきは住民の間から住民投票条例制定請求（住民の62%の署名）の動きがあったことである（合併については、下記参照）。

## 人口
2005年11月末日現在 4,721人（世帯数1,666戸）

## 行政
- 町長 大江輝久夫（2005年12月31日まで）
- 夜久野町役場（本庁） 京都府天田郡夜久野町字額田1392-1
- 町役場は、2006年1月1日より福知山市役所夜久野支所となり、事務所を教育文化会館に移転。
- 旧夜久野町内の住所表示は、天田郡を福知山市に変更し、これまで用いてきた字名を使用しない。郵便番号は合併前と変らない。
  - 三和町は京都府天田郡三和町を、大江町は京都府加佐郡大江町を示す。

## 経済
町民の多くが福知山市方面へ通勤・通学しているため、福知山市との経済的な結びつきが強い。しかし、福知山市へは距離にして約25キロ、時間にして約30分（自動車の場合）かかるため、上地区を中心にその半分ですむ兵庫県朝来市方面への就労、買い物が増えている。

## 通信
インターネット環境では、NTTのフレッツADSLとISDNの接続が可能である。フレッツADSLは8Mと1.5Mのみで、他のADSL、光ファイバー等の拡大予定エリアにも入っていない。福知山市が進めている難視聴対策としての光導入が計画されているが、利用料金の高さとサービスの低さが際だっている。

## 姉妹都市・提携都市

### 国内
- 旧・兵庫県氷上郡青垣町 現在の兵庫県丹波市

## 教育
- 精華小学校 - 閉校
- 明正小学校 - 閉校
- 育英小学校 - 閉校
- 夜久野中学校 - 閉校
  - 以上の学校は2013年に小中一貫校福知山市夜久野学園[2]に統合。

## 交通

### 鉄道
町内にはJR山陰本線が通り、上夜久野駅と下夜久野駅とがある。特に上夜久野駅周辺は夜久野高原の中腹に位置するため、上り下りとも急勾配が続き、難所だったところ。現在は、JR福知山線、山陰本線の電化に伴い京都、大阪、城崎方面へは格段に便利になった。ただし上夜久野駅と下夜久野駅ともに無人駅で、特急列車は止まらない。

### 道路
山陰本線とほぼ平行して国道9号が走り、日本海側と京阪神とを結ぶ動脈となっており交通量も多いが、一方で、歩道が未整備の所（中地区字日置など）もあり歩行者や自転車は危険を伴う。また、冬場は多少の積雪量があり、交通の妨げになることが多い。山間部（町北部＝字板生・北部、字直見・北部、字畑など）では積雪が1メートルを超えることもある。ただし主な町道（と府道）は通勤・通学時間前には除雪車が入るので通常の積雪で困ることはない。
バスは、以前は、全但バス（株）が上夜久野駅〜但東町・出合間を運行していたが、廃止になった。また京都交通（株）のバスが上地区：板生（田谷）・直見（才谷）、下地区：畑（今里）〜福知山間を走っていたが、路線縮小のために現在は下夜久野駅までとなっている。町では、町民の足を確保すべく町営バスを従来の地区に加え、今までバス停・駅から3km以上あり不便だった中地区：末、下地区：千原、小畑にも運行を開始しているが、日曜・法定休日、年末年始6日間は運休している。
高速道路、自動車専用道路は通っておらず、今後の計画にも入っていない。
- 国道9号
- 京都府道56号但東夜久野線
- 京都府道63号山東大江線
- 京都府道526号談夜久野線
- 京都府道530号桑村雲原線
- 京都府道707号小坂青垣線

## 名所・旧跡・観光スポット・祭事・催事
| - 道の駅農匠の郷やくの - 夜久野高原温泉「ほっこり館」 - 自然休養村管理センター「夜久野荘」 - 丹波戦国料理「やくの本陣」 - 夜久野黒豆そば「夜久野マルシェ」 - 茶室「やくの一道庵」 - 丹波菓子の里「やくの花あずき館」 | - 「やくの木と漆の館」 - やくの玄武岩公園 - やくのベゴニア園 - 夜久野町化石・郷土資料館 - 匠の郷「やくの高原市」 - その他、テニスコート、アスレチック、グラウンドゴルフコース、広場等あり |

- 額田のダシ行事

## 関連人物
- 田中誠 - 夜久野町在住日本工芸会正会員[15][16]